# جین لافیت
 جین لافیت (انگلیسی: Jean Lafitte؛ ۱۷۷۶ – ۱۸۲۳) یک دزد دریایی فرانسوی بود.